# Asselin (canton)
Pour les articles homonymes, voir Asselin.
Asselin est un canton canadien de l'est du Québec situé dans la municipalité régionale de comté du Témiscouata dans la région administrative du Bas-Saint-Laurent.  Il fut proclamé officiellement le 5 juin 1965.  Il couvre une superficie de 22 770 hectares.

## Toponymie
Le toponyme Asselin est en l'honneur du journaliste et défenseur de la langue française Olivar Asselin (1874-1937).